# Jean Gribenski
Jean Gribenski est un musicologue français né à Castelmoron-sur-Lot le 5 août 1944.

## Biographie
Jean Gribenski naît à Castelmoron-sur-Lot (Lot-et-Garonne) le 5 août 1944,.
Il étudie l'histoire à la Sorbonne, où il obtient une licence en 1966, puis la musicologie auprès de Jacques Chailley et Barry S. Brook (en), entre 1966 et 1968,.
À partir de 1970, il est chargé d'enseignement à l'université de Paris IV-Sorbonne,, où il sera maître de conférences.
Entre 1974 et 1986, Jean Gribenski est rédacteur en chef de la Revue de musicologie, puis, entre 1988 et 1991 vice-président de la Société française de musicologie, avant d'en devenir le président entre 1995 et 2001,.
Par la suite, il est de nouveau rédacteur en chef de la Revue de musicologie, entre 2005 et 2007. Il est nommé professeur à l'Université de Poitiers en 2003, il en deviendra directeur du département de musicologie de 2003 à 2007, puis professeur émérite de cette dernière,.
Comme chercheur, les travaux de Jean Gribenski se concentrent sur la musique en France à l'époque classique, en particulier la musique de chambre, l'édition musicale et la réception de Mozart en France.

## Écrits
Parmi les écrits de Jean Gribenski, figurent notamment :
- « L'enseignement de la musicologie dans les universités françaises : journées d'études de Strasbourg (27-28 septembre 1971) », in Revue de musicologie 57 (1971) ;
- « Bibliographie des écrits de Marc Pincherle », in Revue de musicologie 61 (1975) ;
- Thèses de doctorat en langue française relatives à la musique : bibliographie commentée / French Language Dissertations in Music: an Annotated Bibliography (New York, 1979) ;
- « À propos des Leçons de clavecin (1771) : Diderot et Bemetzrieder », in Revue de musicologie 66 (1980) ;
- « La période classique’ », in Précis de musicologie, éd. J. Chailley (Paris, 2/1984) ;
- « Le trio avec clavier à Paris pendant la Révolution et l'Empire », in Revue de musicologie 73 (1987) ;
- « Images, musiques, société : la musique d'ensemble avec clavier de la fin du XVIIIe au milieu du XIXe siècle », in Musiques-signes-images : liber amicorum François Lesure, éd. J.-M. Fauquet (Genève, 1988) ;
- « Un métier difficile : éditeur de musique à Paris sous la Révolution », in « D'un centenaire à l'autre (1889–1989) : bibliographie des travaux relatifs à la musique en France sous la Révolution », Le tambour et la harpe : œuvres … musicales sous la Révolution (Lyon, 1989) ;
- « Les œuvres pour piano de Mozart publiées à Paris, 1764–1815 », in Mozart: les chemins de l'Europe (Strasbourg, 1991) ;
- « La recherche musicologique en France depuis 1958 : les institutions », in Acta musicologica 63 (1991) ;
- comme éditeur : D'un opéra l'autre : hommage à Jean Mongrédien (Paris, 1996).
- Mozart et la France, de l’enfant prodige au génie (1764-1830), Jean Gribenski et Patrick Taïeb (direction scientifique), Lyon, Symétrie, 2014, 224 p.  (ISBN 978-2-914373-86-9)